# Florentino Cacheda
Florentino Cacheda (Lalín, provincia de Pontevedra, 1938) es un diseñador de moda, fundador de la firma Florentino.

## Biografía
Nacido en Lalín (Galicia, España) en 1938. De padre y abuelo sastre, la suya era inevitablemente una tradición de sastrería. Cursó su educación primaria en colegios públicos en Lalín, y, años más tarde, emprendió su carrera en Barcelona, ciudad de referencia de la moda en la época. Allí permanece por espacio de cuatro años, dónde compagina el trabajo en una fábrica de confección con la escuela de diseño. Esta dualidad, trabajo y estudios, le proporciona una formación completa que marcaría su trayectoria en el mundo de la moda.
En el año 1963 funda la firma Florentino, en su pueblo natal, en Lalín, Pontevedra. A partir de este momento, hablar de Florentino Cacheda sin hacer referencia a la empresa FLORENTINO carecerá de sentido, dada la identificación tan grande que existe con este proyecto y que continúa hasta nuestros días.
A partir de 1975, la empresa se consolida, apostando cada vez de manera más firme por la tecnología y la optimización de los procesos de producción y generando esquemas de trabajo muy definidos, hasta convertirse en la fábrica de vanguardia que es hoy en día.
Avalado por una larga tradición familiar en la industria de la confección, Florentino Cacheda se erige como uno de los personajes de referencia de la moda en nuestro país.

## Estilo Florentino
Desarrolla dos estilos diferentes de moda: uno más clásico y refinado, otro más sport y urbano.

## Distinciones
- Recibió la Medalla Castelao, de la mano del Presidente de la Junta de Galicia D. Manuel Fraga Iribarne en 1997 (Medalla Castelao, 1997)
- Ha sido nombrado gallego del mes en abril de 2002 y noviembre de 2005 (Gallego del mes, 2002 y 2005)
- Asimismo, la marca Florentino ha sido premiada por técnicos de la UE como ejemplo y modelo de empresa europea de desarrollo endógeno, elogiando su apoyo social y económico en zonas rurales, a través del empleo local, ya que mantiene su factoría en Lalín como único punto de fabricación y logística para el mundo.